# أحمد حسين (لاعب كرة قدم)
أحمد حسين هو لاعب كرة قدم ومدرب كرة قدم جيبوتي، ولد في القرن العشرين في جيبوتي.